# Convento de la Merced (Ciudad de México)

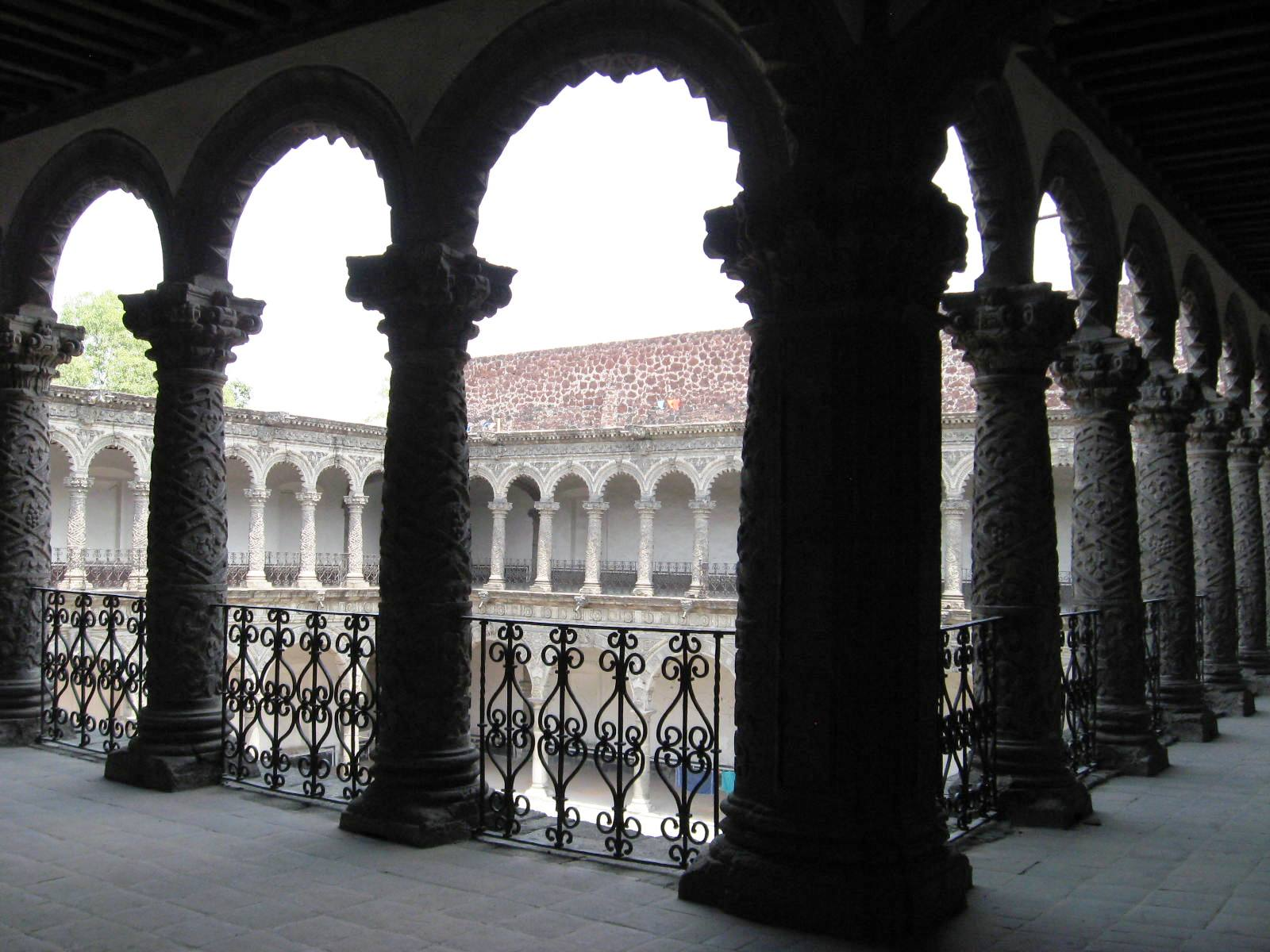
Vista del patio del Claustro de La Merced

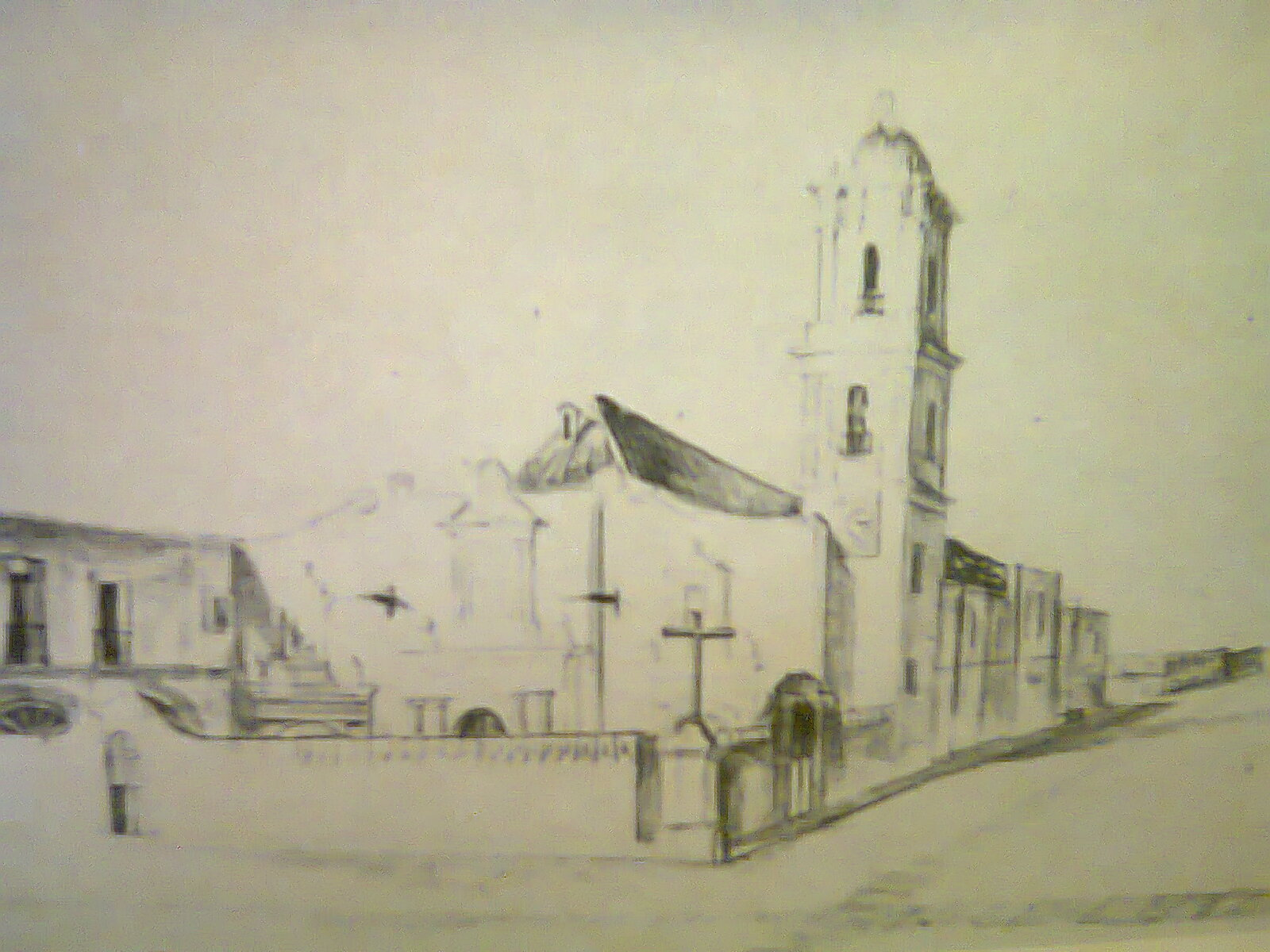
El templo de la Merced, en 1853.

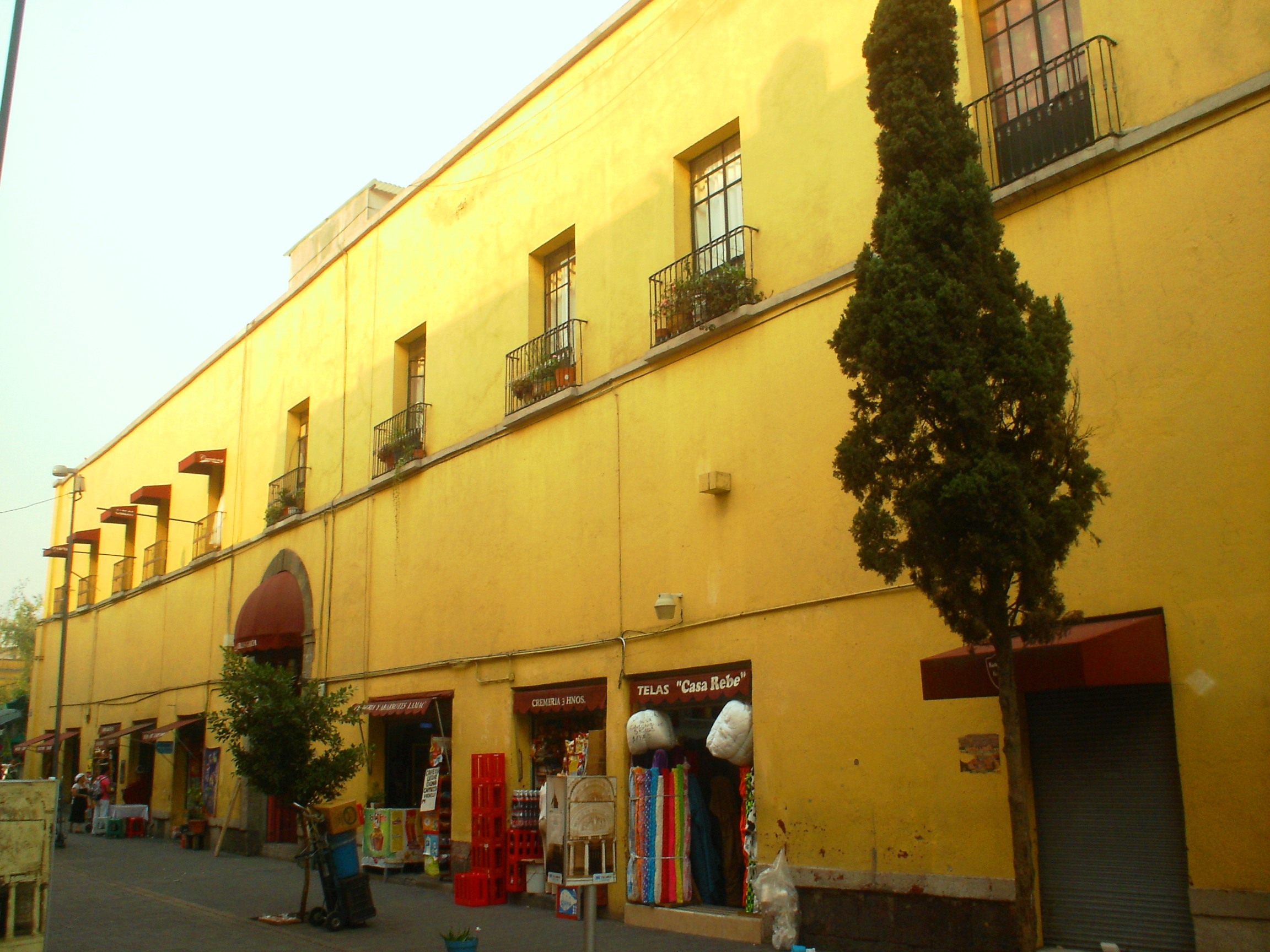
Noviciado del Ex Convento de la Merced,

El Convento de la Merced fue uno de los conventos que la orden Mercedaria edificó en la Ciudad de México durante el periodo virreinal. Se dice que fue el más suntuoso de toda la Nueva España. Fue demolido durante la aplicación de las Leyes de Reforma. El edificio del convento se salvó de la aplicación de la ley, convirtiéndose en uno de los pocos ejemplos que quedan de arte mudéjar en el Valle de México. Fue declarado monumento histórico el 3 de junio de 1932.

## Historia del monumento
Aunque la evangelización en la Nueva España dio inicio con los franciscanos, el primer religioso que llegó a México fue el mercedario fray Bartolomé de Olmedo, quien era capellán de la expedición de Hernán Cortés. En el continente americano,los Mercedarios se instalaron primero en Guatemala, pero en 1582 algunos de ellos viajaron a la capital del Virreinato para realizar estudios.
La construcción del convento se remonta al año de 1595, cuando el vicario general de la orden de la Merced, fray Francisco Jiménez, compró por 18 mil pesos cuatro solares del oriente de la ciudad que habían pertenecido al regidor Guillermo Brondat.
El 8 de septiembre de 1602 el Virrey  Conde de Monterrey puso la primera piedra del templo, el cual a su conclusión sirvió de capilla del tercer orden ya que en 1634 se le encomendó al arquitecto Lázaro de Torres construir un nuevo templo, que quedó concluido en 1654.
El templo ocupaba el extremo oeste del convento, la fachada estaba orientada hacia el norte; la planta era de cruz latina, con tres naves: la central con un alfarje con artesonado ricamente labrado y las laterales con bóvedas de mampostería; la cubierta era de dos aguas, de madera y láminas de zinc y plomo, y en el crucero, en lugar de la tradicional cúpula, se levantaba una esbelta pirámide hexagonal de madera con ventanillas.
La fachada principal tenía tres portadas, una para cada nave; en la central destacaba un gran tablero con el relieve de la Virgen de la Merced, mientras que en las laterales se distinguían las esculturas de San Pedro Nolasco, fundador de la orden, y de San Ramón Nonato, su reformador.,
En el costado poniente del templo se levantaba la torre, construida en 1693 y que constaba de dos cuerpos cuadrados rematados con una pequeña cúpula.
El bello claustro que ha llegado hasta nuestros días fue construido entre 1676 y 1703 con la ayuda económica del Conde de Miravalle.

### Demolición y protección
El 30 de mayo de 1861, con la aplicación de las Leyes de Reforma, se aprobó la demolición del Templo, ubicado al poniente del claustro que hoy se conserva, para la construcción de un nuevo mercado para la ciudad. El edificio se comenzó a demoler en 1862.
A comienzos del siglo XX, ante la amenaza de la demolición, el Dr. Atl (Gerardo Murillo), habitó durante un tiempo en el lugar para evitar tal acto. Algunas de las crónicas de su estancia en el claustro fueron recopiladas en su autobiografía Gentes profanas en el Convento, publicada en 1950. A pesar de ello, el claustro siguió utilizándose indebidamente. El doctor Francisco de la Maza y el licenciado Jorge Gurría Lacroix solicitaron al entonces secretario de Educación, Jaime Torres Bodet.

## Claustro
El claustro del antiguo convento de la Merced corresponde a lo que sería el sector sudoeste del complejo conventual. Su construcción data del año de 1676, los cuales se suspendieron hasta 1689 debido a que es en ese momento en el que fray Baltazar Alcocer buscó la ayuda de patronos para la construcción, lo que a su vez explica la presencia de escudos de armas en este. Las obras concluyeron el 12 de diciembre de 1703, día en que se dedica.
Consta de un patio flanqueado por arquerías. En el primer cuerpo hay siete arcos de medio punto por lado, con columnas lisas de capitel dórico; los arcos llevan un almohadillado en donde alternan bloques de cantera lisos y otros con rosetones vegetales.
En los arranques de los arcos hay relieves de piñas y las claves son conchas con imágenes de santos, excepto en los cuatro arcos centrales, donde las figuras resaltan sobre un cortinaje y se trata de las cuatro imágenes más importantes de la orden: al oeste, la Virgen de la Merced; al este, el Señor del Rescate; al sur, San Pedro Nolasco, y al norte, San Ramón Nonato.
La arquería soporta un entablamento clásico con triglifos y metopas en forma de querubines y conchas o flores. Las gárgolas están labradas con forma de cabezas de león.
En el segundo cuerpo, los arcos son dobles en comparación con los de la planta baja, lo que da un total de 14 por lado. Las columnas pertenecen al orden tritóstilo y están bellamente labradas; el primer tercio tiene un complicado entrelazado vegetal, mientras el resto del cuerpo se compone de bandas que se entrecruzan formando rombos, los cuales están decorados con racimos de uvas y flores; los capiteles son de orden corintio. Los arcos están decorados con almohadillado y están diamantados al más puro estilo mudéjar. Las claves, entablamento y gárgolas presentan motivos vegetales.
En el extremo sur del corredor oeste del claustro se encuentra la escalera monumental que conduce al segundo nivel; ésta se ramifica en dos brazos y remata en bellas portadas decoradas con ventanillas y arcos de medio punto; está cubierta por una cúpula con linternilla.
En cuanto a valor artístico, a juzgar por especialistas del arte, el claustro es uno de los ejemplos más bellos del arte mudéjar en el continente americano.